# Mauro Ramos (dublador)
Mauro Ramos (Rio de Janeiro, 13 de fevereiro de 1961) é um ator, dublador, diretor de dublagem, locutor, redator, cantor e narrador brasileiro.

## Biografia
Antes de começar a dublar, foi radioator, atuando no longevo programa Patrulha da Cidade da Rádio Tupi do Rio de Janeiro.
Começou a carreira na dublagem no dia 15 de março de 1989, sendo indicado pela radioatriz Cordélia Santos a Mário Monjardim para testes e foi contratado com apenas um teste de voz e sem ter feito curso.
Seu primeiro trabalho fixo de dublagem em desenho, foi substituindo o Márcio Simões numa personagem de COPS e o primeiro protagonista de longa foi no filme “A Mulher do Chefe”, substituindo Hélio Ribeiro, que não pôde fazer na ocasião. Ele é conhecido por  dublar em desenhos  Pumba de O Rei Leão, Shrek (substituindo Bussunda), James P. "Sulley" Sullivan em Monstros, S/A. É mais conhecido também por ser o responsável por dublar Geoffrey Rush, Forest Whitaker, John Goodman, Ruben Aguirre, Gary Oldman, Jean Reno, Brendan Gleeson, Martin Sheen Rip Torn, Kevin Pollak, Bob Hoskins, Ray Winstone, Gerard Depardieu, Kevin Dunn, Wayne Knight, Danny DeVito e Keith David no Brasil. 
Outros personagens de Mauro são Aku em Samurai Jack, Larry 3000 em Esquadrão do Tempo, Zeca Urubu em O Novo Pica-Pau, Hector Con Carne (Mal Encarnado) em Diabólico e Sinistro, Husk em Hazbin Hotel, alem de atores como John Cleese, Jon Lovitz, Christopher Lloyd, entre outros.
Também dublagem no brasileiro Lumière, o castiçal de A Bela e a Fera, clássico da Disney.
Na televisão ficou conhecido por dublar Quindim em Sítio do Pica-Pau Amarelo na Rede Globo.

## Prêmios e indicações
| Ano  | Prêmio        | Categoria                       | Papel/Obra                                          | Resultado | Fonte |
| ---- | ------------- | ------------------------------- | --------------------------------------------------- | --------- | ----- |
| 2008 | Prêmio Yamato | Melhor Dublador de Protagonista | Shrek, em Shrek the Third                           | Indicado  | [ 5 ] |
| 2011 | Prêmio Yamato | Melhor Dublador de Protagonista | Shrek, em Shrek para Sempre                         | Indicado  | [ 6 ] |
| 2011 | Prêmio Yamato | Melhor Dublador de Anime        | Aldebaran de Touro, em Saint Seiya: The Lost Canvas | Indicado  | [ 6 ] |

## Dublagens

### Filmes
| Personagem       | Ator              | Aparições                                                    | Ref.  |
| ---------------- | ----------------- | ------------------------------------------------------------ | ----- |
| Dr. Emmett Brown | Christopher Lloyd | De Volta para o Futuro (na redublagem)                       | [ 7 ] |
| Marcus Burnett   | Martin Lawrence   | Bad Boys (na redublagem), Bad Boys II e Bad Boys para Sempre | [ 8 ] |
| Elliott Gordon   | Frankie Faison    | As Branquelas                                                | [ 9 ] |

### Desenhos
| Personagem                 | Aparições | Ref.                 | Nota                                                     |
| -------------------------- | --- | -------------------- | -------------------------------------------------------- |
| Pumba                      | O Rei Leão, O Rei Leão 2: O Reino de Simba, O Rei Leão 3 - Hakuna Matata, O Point do Mickey, Timão & Pumba - A Série Animada (Timon & Pumba) (Diálogos e Canções) e A Guarda do Leão | [ 10 ] [ 11 ] [ 12 ] |                                                          |
| Shrek                      | Shrek Terceiro, Shrek para Sempre, Shrek - Especial de Natal, Shrek 4-D, Mad e Natal Shrektacular do Burro                                                                           | [ 10 ] [ 13 ] [ 12 ] | Substituiu o comediante Bussunda, que faleceu em em 2006 |
| Quatro                     | Os Sete Monstrinhos | [ 14 ] [ 12 ]        |                                                          |
| General Grievous           | Star Wars: A Guerra dos Clones | [ 15 ]               |                                                          |
| James P. "Sulley" Sullivan | Monstros, S.A. e Universidade Monstros | [ 16 ] [ 12 ]        |                                                          |
| Zeca Urubu                 | O Novo Pica Pau | [ 10 ] [ 12 ]        |                                                          |
| Cara do Chapéu-Coco        | A Família do Futuro | [ 17 ]               |                                                          |
| Gato                       | Coraline e o Mundo Secreto | [ 12 ]               |                                                          |
| Aldebaran de Touro         | Os Cavaleiros do Zodíaco: The Lost Canvas | [ 18 ]               |                                                          |
| Abu                        | Samurai Jack | [ 12 ]               |                                                          |
| Pedro                      | Rio e Rio 2 | [ 12 ]               |                                                          |
| Frank                      | Hotel Transylvania, Hotel Transylvania 2, Hotel Transylvania 3: Férias Monstruosas e Hotel Transylvania 4                                                                            | [ 12 ]               |                                                          |
| Porco                      | O Segredos dos Animais | [ 19 ]               |                                                          |
| Boog                       | O Bicho Vai Pegar e O Bicho Vai Pegar 2 | [ 11 ]               |                                                          |
| Gancho                     | Enrolados | [ 20 ]               |                                                          |
| Armário do Doyle           | Escola Espacial | [ 21 ]               |                                                          |
| Kilowog                    | Lanterna Verde: A Série Animada | [ 22 ]               |                                                          |
| Coisa                      | O Incrível Hulk | [ 23 ]               |                                                          |
| Argos Bleak                | Capitão Planet | [ 24 ]               |                                                          |
| Louis                      | A Princesa e o Sapo | [ 25 ]               |                                                          |
| Silas Bundowsky            | Meu Malvado Favorito 2, Meu Malvado Favorito 3 e Meu Malvado Favorito 4 | [ 12 ]               |                                                          |
| Narrador                   | Os Smurfs e Os Smurfs 2 | [ 12 ]               |                                                          |

### Seriados
| Personagem       | Ator            | Aparições        | Ref.   |
| ---------------- | --------------- | ---------------- | ------ |
| Tony Bellows     | Vito D'Ambrosio | The Flash (1990) | [ 26 ] |
| Dr. Peter Benton | Eriq La Salle   | Plantão Médico   | [ 27 ] |
| John Locke       | Terry O'Quinn   | Lost             | [ 28 ] |
| Joe West         | Jesse L. Martin | The Flash (2014) | [ 29 ] |

- Professor Girafales e os demais personagens de Ruben Aguirre em Chaves e Chapolin Colorado. (Dublagem Som de Vera Cruz dos episódios inéditos para a exibição no Multishow) substituindo o falecido Osmiro Campos.[30]

## Direção de dublagem
- Tempo de Melodia[31]